# Ясені (заповідне урочище)
Я́сені — заповідне урочище місцевого значення в Україні. Об'єкт природно-заповідного фонду Івано-Франківської області. 
Розташоване в межах Івано-Франківської області, на території Яремчанської міської громади, на захід від міста Яремче. 
Площа 53 га. Статус надано згідно з рішенням облвиконкому від 16.09.1980 року № 335. Перебуває у віданні ДП «Делятинський лісгосп» (Дорівське л-во, кв. 35, вид. 1—3). 
Статус присвоєно для збереження частини лісового масиву на північних схилах гори Повгур (масив Ґорґани). Зростають високопродуктивні змішані насадження смереки і бука з домішкою ясена, модрини, в'яза.